# شهرستان چنگمای
شهرستان چنگمای (به لاتین: Chengmai County) یک منطقهٔ مسکونی در چین است که در هاینان واقع شده‌است. شهرستان چنگمای ۲٬۰۶۷٫۶ کیلومتر مربع مساحت و ۵۶۵٬۰۰۰ نفر جمعیت دارد.